# Nghêu

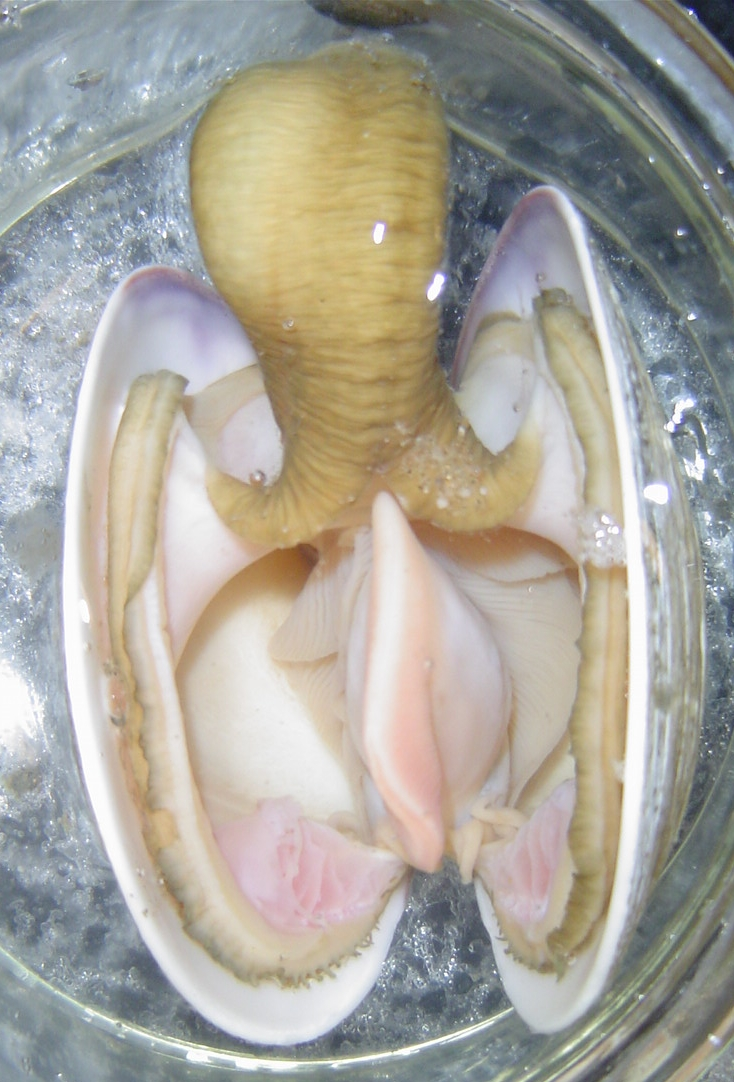
Cấu tạo bên trong của một con nghêu

Nghêu hay ngao là tên gọi dùng để chỉ các loài động vật thân mềm hai mảnh vỏ (nhuyễn thể) thuộc họ Veneridae chuyên sống ở vùng nước ven biển có độ mặn cao, nhiều đất cát sỏi, phân bố khá phổ biến ở vùng biển nhiệt đới hoặc cận nhiệt đới. Nghêu có thân hình tròn, màu trắng hoặc vàng nhạt. Đây là loài hải sản có giá trị kinh tế cao, dễ nuôi, không tốn nhiều công chăm sóc. Dù quá trình trưởng thành của nghêu có rất nhiều rủi ro, nhưng với số lượng trứng nhiều, nên loài nghêu hiện đã trở thành vật nuôi khá dễ dàng, ít tốn kém.

## Đặc điểm sinh học

### Vùng sinh sống
Nghêu thích sống ở bãi triều trên vùng biển cạn. Chất đáy nơi nghêu phân bố là cát pha bùn (tỷ lệ cát thích hợp là 60 - 70%) hay sống vùi trong đáy cát bùn của vùng triều, chủ yếu ở giải triều giữa và dưới triều, có thể gặp ở độ sâu 4m. Trong tự nhiên chưa gặp loài này ở vùng đáy bùn, đáy rắn chắc.

### Chế độ dinh dưỡng
Nghêu là động vật ăn lọc, không có khả năng chủ động săn mồi và chọn lọc thức ăn, 90% thức ăn là mùn bã hữu cơ, còn lại là sinh vật phù du-chủ yếu là tảo silic, tảo giáp, tảo lam, tảo lục và tảo kim. Nghêu ăn và tăng trưởng mạnh từ tháng thứ hai đến tháng thứ năm. Mưa lũ làm giảm độ mặn, khiến nghêu ít ăn và chậm lớn. Các tháng mùa mưa lũ và sau mùa lũ có độ muối nhạt, chúng phải ngậm vỏ, không ăn một thời gian dài trong ngày, độ no thấp.
Trong ống tiêu hoá của nghêu thấy: mùn bã hữu cơ 75-90%, còn lại là sinh vật phù du chủ yếu là tảo Silic phù du: Bacillariopyceae (90-95%), tảo giáp Dinophyceae (3,3-6,6%), tảo lam, tảo lục, tảo kim mỗi loại từ 0,8-1,0%.

### Sinh trưởng
Nghêu sinh trưởng theo mùa, đặc biệt là vào mùa mưa, chất hữu cơ từ các cửa sông đổ ra nhiều, nghêu mau lớn, sinh trưởng nhanh. Nghêu là loài phân tính đực cái riêng, chưa gặp hiện tượng lưỡng tính. Khi tuyến sinh dục thành thục, nó căng lên như hai múi bưởi, màu nâu nhạt. Số trứng trong noãn sào con cái 3.168.000 - 8.650.000, trung bình 5.362.000 trứng trong một cá thể.
Đây là loài sinh sản quanh năm, nhưng tập trung vào tháng 1 đến tháng 2 và tháng 7 đến tháng 8. Tỷ lệ đực cái trung bình 1:1, 5. Một con nghêu cái có thể đẻ hàng triệu trứng một lần. Đẻ trung bình 5 triệu trứng/cá thể. Ấu trùng nghêu sống trôi nổi trong nước một thời gian thì hình thành vỏ rồi chìm xuống đáy. Con non sẽ rúc xuống lớp bùn cát khoảng 1 cm.
Nghêu "cám" bé bằng nửa hạt gạo, vỏ mỏng, dẹp, nặng 0,04-0,07 g (15.000-25.000 con/kg) vùi sâu xuống cát khoảng 1 cm, lên kiếm ăn theo thủy triều và thường bị sóng cuốn và dòng triều đưa đi tương đối xa, có khi dạt lên cao, bị phơi khô mà chết. Sau khoảng hơn 1 tháng, nghêu cám lớn thành nghêu giống, nặng 0,16-0,20 g (5.000-6.000 con/kg), vỏ đã tương đối cứng, có thể đem ươm ở các bãi.
Khi nghêu tăng trưởng, khối lượng thịt tăng chậm hơn so với vỏ. Cứ 100 kg nghêu cỡ 35–37 mm (45-50 con/kg), ta thu được 7,7-8,3 kg thịt; nhưng với 100 kg nghêu to cỡ 49–50 mm (19-21 con/kg) thì chỉ thu được 6,7-7,3 kg thịt.

### Kỷ lục về tuổi thọ
Trong môi trường tự nhiên, loài nghêu có thể sống tới 450 năm, gấp 6 lần tuổi thọ của con người. Các nhà khoa học đã căn cứ vào số vòng trên nắp vỏ của chúng để xác định tuổi thọ. Đã có phát hiện trường hợp một con nghêu ở ngoài khơi Iceland có tuổi thọ từ 405 đến 410 tuổi nhưng trong khi các tế bào chưa có dấu hiệu lão hóa. Nó được đặt tên là Con nghêu nhà Minh (đặt tên này là vì nó được sinh ra trong thời gian nhà Minh đang trị vì tại Trung Quốc). Các nhà nghiên cứu cho biết căn cứ vào số lượng vòng trên vỏ, họ đã xác định được tuổi của con nghêu này. Trước đây kỷ lục Guinness cho một con vật sống lâu nhất thuộc về một con nghêu Bắc Băng Dương được tìm thấy năm 1982 có tuổi đời 220 năm.

## Giá trị
Thịt nghêu là loại thực phẩm có giá trị dinh dưỡng cao, thơm ngon được nhiều người ưa thích (chiếm 56% protein tính theo trọng lượng khô). Nghêu sinh trưởng rất nhanh, sức sinh sản lớn, sản lượng khai thác hàng năm tương đối cao, phục vụ tiêu thụ nội địa và xuất khẩu, chính vì thế chúng trở thành đối tượng kinh tế của ngư dân vùng ven biển Đồng bằng sông Cửu Long làm cho nghề nuôi nghêu phát triển tuy vậy cũng cần đặt ra vấn đề khai thác hợp lý để bảo vệ nguồn lợi này
Các món ăn từ nghêu rất có ích cho sức khỏe (do có nhiều chất dinh dưỡng). Trong 100 g thịt nghêu có chứa 10,8 g chất đạm, 1,6 g chất béo, nhiều nguyên tố vi lượng như kẽm (180 mg), sắt (24 mg), calcium, mangan, đồng, iod, selen… và các vitamin B1, B6, B12, C. Tuy nhiên, những người tì vị hư hàn (thường đi tiêu lỏng, ăn uống kém, bụng đầy hơi, chậm tiêu) thì không nên ăn nghêu.
Nghêu còn giàu giá trị dinh dưỡng, giúp cơ thể bổ sung nhiều chất và tăng cường khả năng chống bệnh. Nghêu giúp Ngăn chặn bệnh Alzheimer và bệnh thiếu máu, Chống bệnh viêm khớp, Tăng cường hệ miễn dịch, Giúp điều tiết nồng độ đường trong máu, Giúp răng lợi khỏe mạnh, Tốt cho tuyến giáp, Giàu chất riboflavin, Tăng cường hoạt động tình ái, Giàu kali, Tốt cho người ăn kiêng và bệnh tim.
Nghêu dùng làm nguyên liệu đế chế biến nhiều món ăn ngon như: bún nghêu chua cay thì là canh gà nấu nghêu một số món ăn khoái khẩu như hấp sả ăn chơi, chấm mắm pha tỏi ớt hay muối tiêu chanh, nghêu xốt chua ngọt.. Tuy vậy cũng cần chú ý đến yếu tố vệ sinh, chế biến vì có thông tin cho rằng nghêu và nhiều loài đều tích luỹ cả ba loại độc tố tảo ASP, PSP và DSP trong mô nội tạng..

## Các loài
Ăn được:
- Ruditapes decussatus
- Mercenaria mercenaria
- Venerupis philippinarum
- Mya arenaria
- Spisula solidissima
- Arctica islandica
- Siliqua patula
- Tivela stultorum

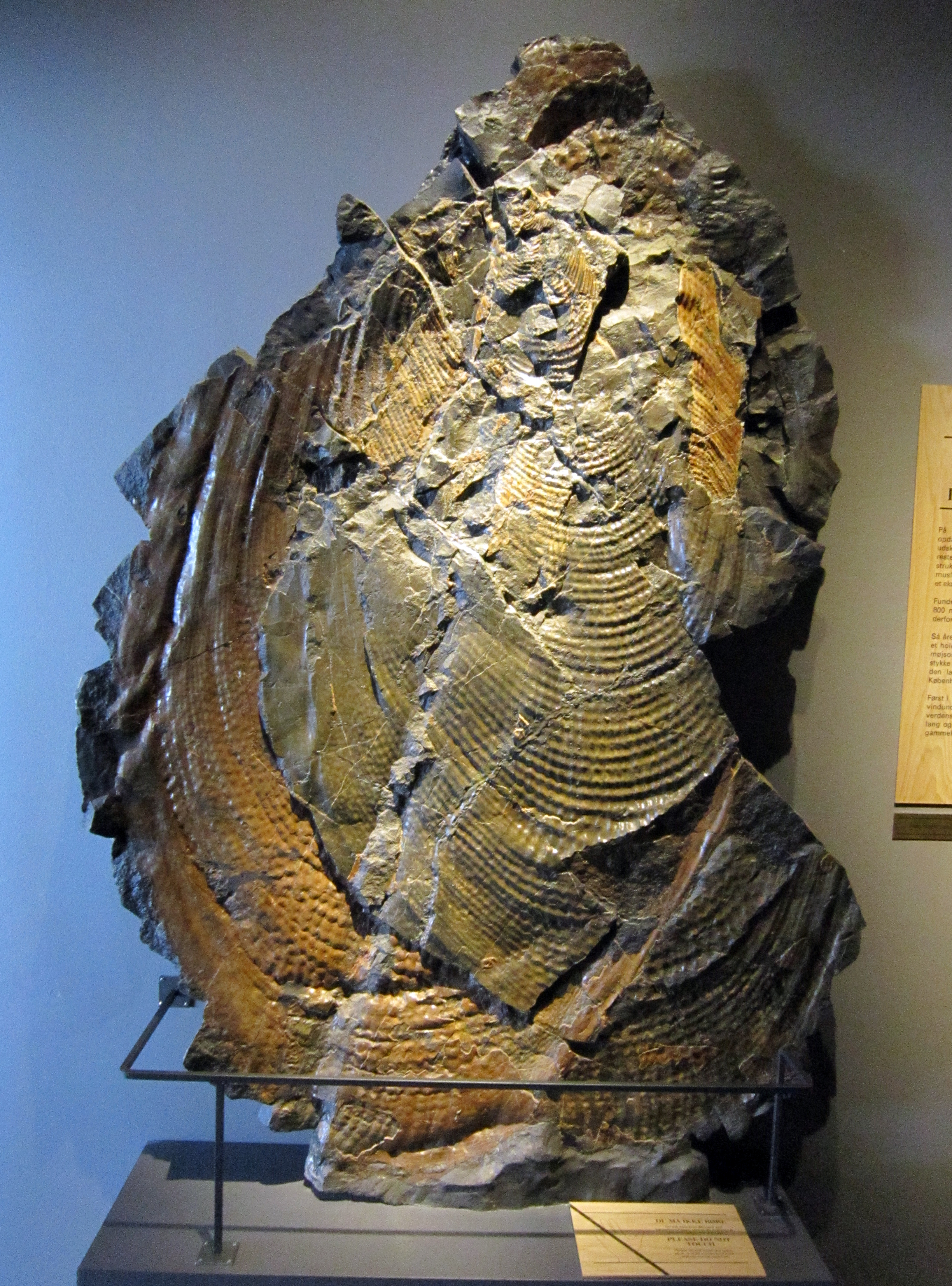
Một trong những hóa thạch ngao lớn nhất (187 cm), một mẫu vật Sphenoceramus steenstrupi từ Greenland tại Bảo tàng Địa chất tại Copenhagen

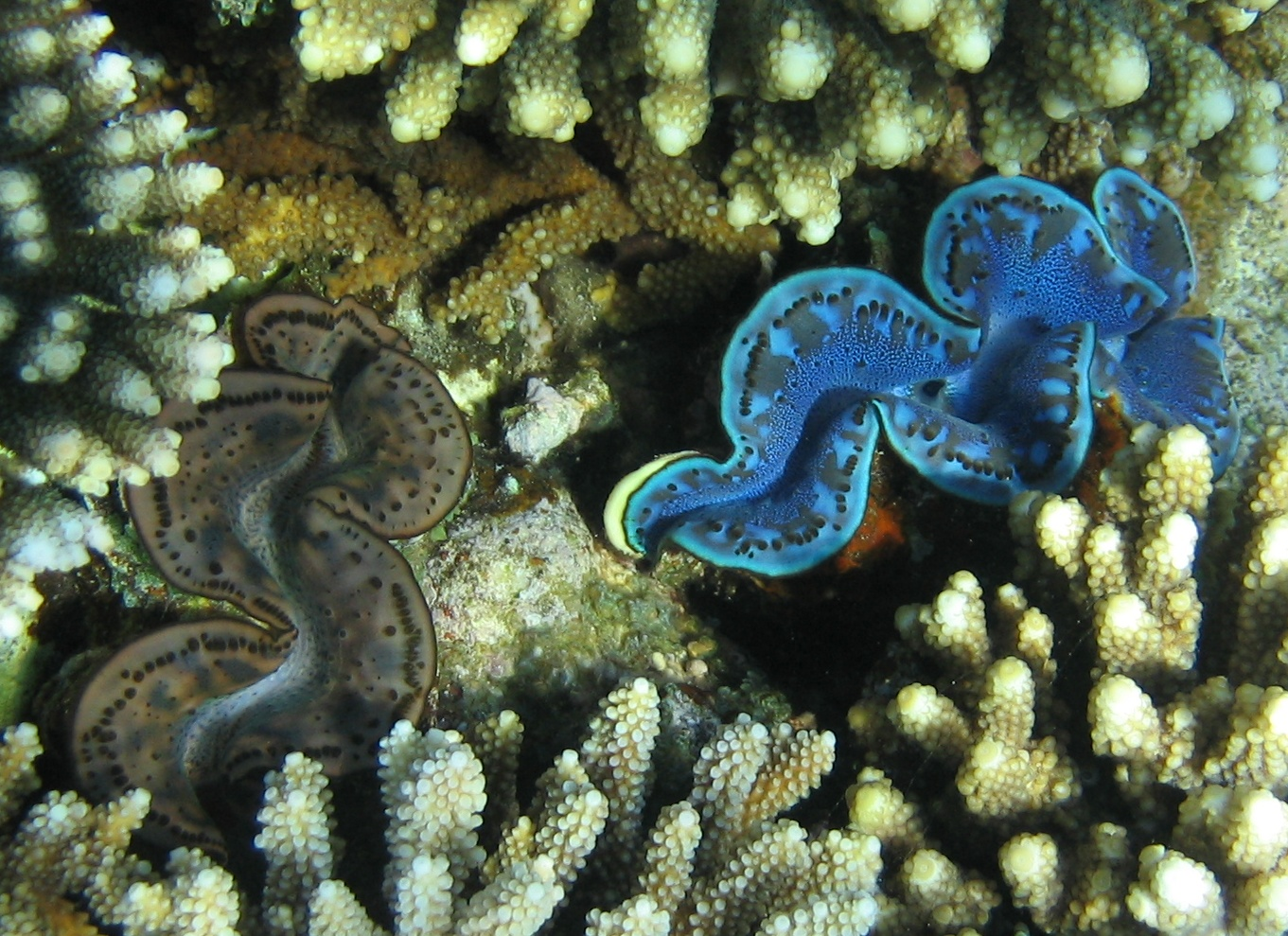
Loài Tridacna maxima

- Panopea abrupta hoặc Panope generosa
- Ensis directus
- Nghêu Bến Tre (Meretrix lyrata)
- Họ Sò (chủ yếu phổ biến ở Indonesia và Singapore)

Thường không coi là ăn được:
- Họ Nuculidae
- Họ Mactridae
- Họ Hến
- Họ Limidae
- Sò tai tượng (Tridacna gigas)
- Chi Corbicula
- Scrobicularia plana

## Nuôi nghêu
Mùa vụ và thời gian nuôi: nuôi nghêu thương phẩm gần như quanh năm, tập trung vào tháng 1 đến tháng 3. Thời gian nuôi phụ thuộc nhiều vào cỡ giống, mật độ thả và điều kiện bãi nuôi. Vào mùa mưa, di chuyển bãi nuôi nghêu ra xa hơn, vào mùa nắng thì di chuyển bãi nuôi gần bờ. Khi triều xuống, đi thu bắt ốc mỡ trơn (Polynices didyma Bottem) và ốc mỡ hoa (Natica maculosa Lamarch) vì chúng ăn nghêu nhỏ. Nên thu hoạch nghêu lúc đạt kích cỡ vừa, sau 8-10 tháng nuôi. Chọn thu hoạch vào lúc cuối mùa mưa, là lúc nghêu mập, nặng ký, ngon. Tiến hành thu hoạch vào lúc triều rút, lúc chúng đã được ăn no và thải ra các thức ăn thừa thãi, chỉ giữ lại nước nên thịt nghêu sẽ rất sạch (ngược lại, lúc triều lên, nghêu thường ngậm cát, bùn).